# 梅森冰川
78°53′S 161°41′E / 78.883°S 161.683°E
梅森冰川是南極洲的冰川，處於貝爾費斯海崖以南，流經沃斯特山脈東坡，最終注入斯凱爾頓冰川，該冰川由生物學家命名。